# جون نيويل (سياسي)
جون نيويل هو سياسي كندي، ولد في 6 أكتوبر 1935 في سيدني ‏ في كندا. نشط حزبياً في جمعية المحافظين التقدمية لنوفا سكوشا.